# 遠端腎小管酸中毒

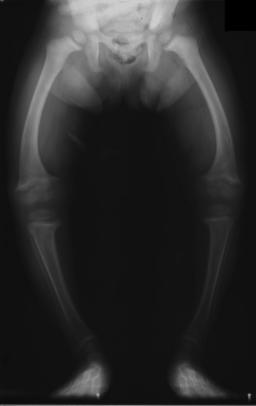
佝僂病患者的X光造影(Radiography)，顯示出有遠端及近端的RTA併發症.

遠端腎小管性酸中毒(Distal renal tubular acidosis、或"1型腎小管酸中毒"(RTA 1))是RTA的傳統形式，為RTA第一個描述的病症。遠端RTA的特徵在於遠端腎單位的集合管系統(Collecting duct system)的"α-閏細胞"(alpha intercalated cells)酸分泌的失敗。這種酸分泌的失敗可能是由於多種原因，且會導致沒有能力來酸化尿液使其pH值小於<5.3>。

## 症狀
因為腎排泄是從身體消除酸的主要手段，因此朝向酸中毒(Acidosis)的傾向論。這會導致dRTA的臨床特徵；